# Sinister Street
Sinister Street é um filme de drama britânico de 1922, dirigido por George Beranger, estrelado por John Stuart, Amy Verity e Maudie Dunham. Foi adaptado do romance homônimo de Compton Mackenzie.

## Elenco
- John Stuart- Michael Fane
- Amy Verity - Stella Fane
- Maudie Dunham - Lily Haden
- Molly Adair - Sylvia Scarlett
- Charles Tilson-Chowne - Lord Saxby
- Roger Tréville - George Ayliff
- Kate Carew - Sra. Fane
- A.G. Poulton
- Wilfred Fletcher
- John Reid
- Kathleen Blake